# 王玉发
王玉发（1948年8月—），河南南召人，中国人民解放军空军中将。
1968年3月参加中国人民解放军，曾参加中越战争。1994年11月，任驻香港部队副政委。1999年，任驻香港部队政委。2003年12月，接替刘亚洲，担任成都军区空军政治委员。2006年，接替朱永清，担任广州军区副政委兼广州军区空军政治委员。2012年12月到龄退役。2013年入选十二届全国政协委员，2015年8月被撤销政协第十二届全国委员会委员资格。2015年9月，军事检察机关对王玉发涉嫌违法犯罪问题立案侦查。
1998年晋升少将军衔，2005年7月晋升中将军衔。